# توني سكوت
أنتوني ديفيد «توني» سكوت (بالإنجليزية: Tony Scott)‏ (ولد 21 يونيو 1944، توفي 19 أغسطس 2012) كان مخرجا بريطانيا  تشمل أفلامه فيلم الجوع، وفيلم توب قن، وشرطي بيفرلي هيلز الثاني، وأيام الرعد، وصبي الكشافة الأخير، والرومانسية الحقيقية، عدو الدولة، لعبة الجاسوس، رجل على النار، ديجا فو. تميزت أفلام سكوت عموما بحيازتها لشعبية كبيرة بين الجماهير أكثر من النقاد. وكان الشقيق الأصغر للمخرج ريدلي سكوت.

## حياته
ولد في نورث شيلدز، وكان أصغر ثلاثة أبناء ولدوا لإليزابيث والعقيد فرانسيس سكوت بيرسي. في سن ال 16 ظهر توني في فيلم فتى والدراجات وهو فيلم قصير أخرجه شقيقه الأكبر ذي ال 23 عاما في ذلك الوقت ريدلي سكوت. تتبع خطى شقيقه الأكبر، ودرس في مدرسة جرانج فبلد، وكلية وست هارتلبول للفنون ومدرسة سندرلاند للفن أعلى درجة في الفنون الجميلة. تخرج بعد ذلك من الكلية الملكية للفنون، عازما بعد ذلك ليصبح رساما. إلا أن نجاح شقيقه الأكبر في الإنتاج التجاري التلفزيوني، حولت اهتمامه نحو السينما.
كان توجه توني الأساسي نحو الأفلام الوثائقية في البداية. لكن شقيقه الأكبر أقنعه بالعمل معه في شركته الإنتاجيه. وخلال العقدين التي تلت ذلك، قام توني بإخراج الآلاف من الاعلانات التلفزيونية، بينما أشرف أيضا على عمليات الشركة خلال الفترات التي كان شقيقه ينشغل بتطوير حياته المهنية بالأفلام الروائبة الطويلة. فرغ توني من وقته أيضا في عام 1975 لإخراج عمل عن قصة المؤلف هنري جيمس للتلفزيون الفرنسي.